# Presentación de Rodolfo Fogwill. Una monografía
Presentación de Rodolfo Fogwill. Una monografía es un libro de crítica y ensayo del escritor y abogado argentino Ricardo Strafacce, que analiza la obra en prosa del novelista, cuentista y poeta argentino Rodolfo Fogwill. Fue editado en diciembre de 2023 por la editorial Blatt & Ríos.
El texto continúa los libros de Strafacce acerca de Osvaldo Lamborghini y César Aira, y fue recibido de manera positiva por parte de la crítica y los lectores, quienes destacaron la lectura minuciosa e inteligente de la obra en prosa de Fogwill.

## Contenido

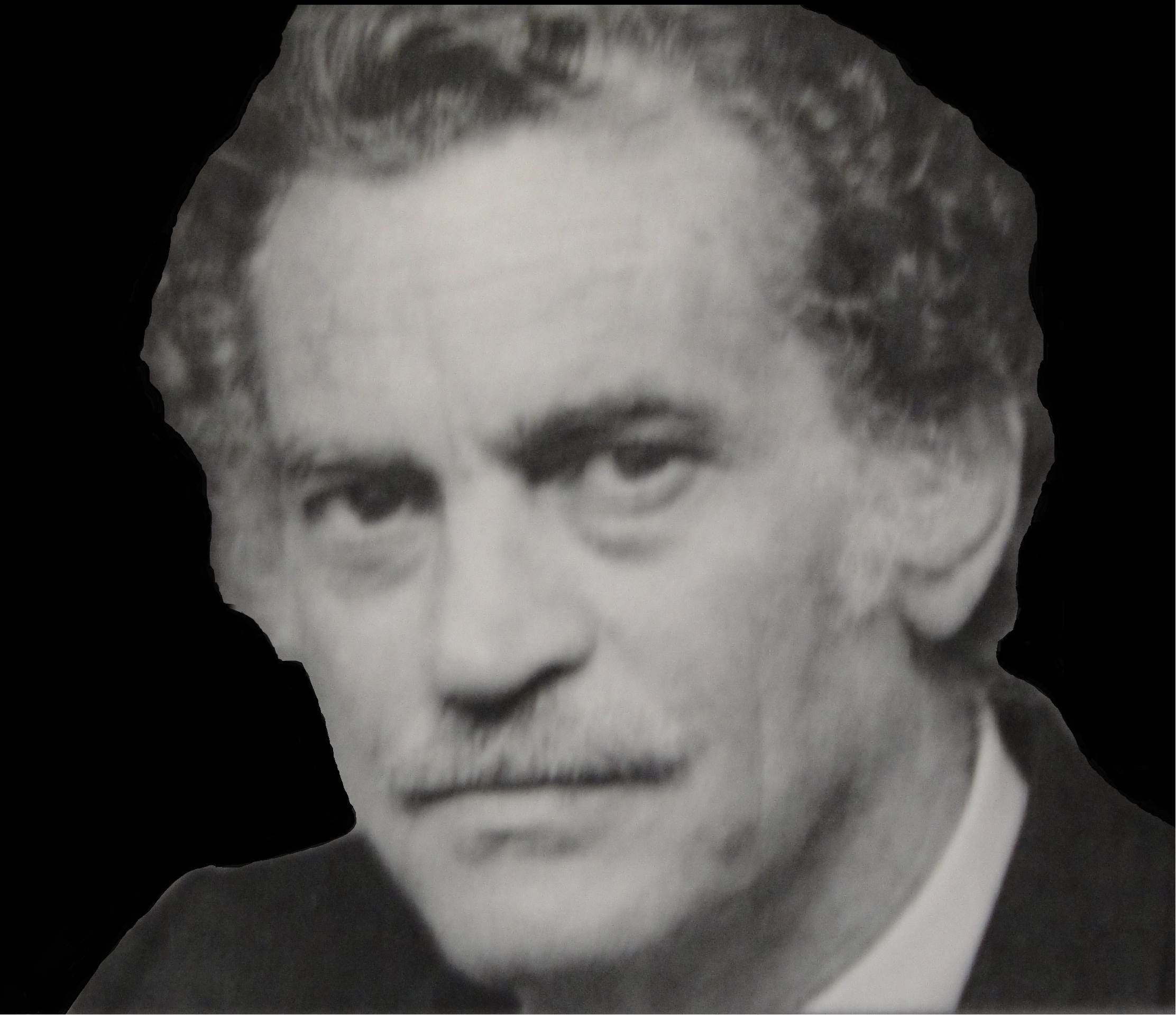
Rodolfo Fogwill, objeto de estudio del texto.

Presentación de Rodolfo Fogwill. Una monografía es un trabajo crítico de más de 400 páginas que analiza las novelas y cuentos de Rodolfo Fogwill de más de 400 páginas. Además, el texto contextualiza políticamente las condiciones de producción de esa obra, y revisa así la historia reciente de la Argentina.

## Recepción
Pablo Díaz Marenghi, para el diario Clarín, llamó al libro "una ineludible puerta de entrada" a la obra de Fogwill, así como "un estudio pormenorizado como nunca antes se ha visto" de las novelas y cuentos del escritor. Tomás Villegas, para El diletante, destacó la exhaustividad del libro en "la investigación, disposición y exposición del material sobre la obra del autor de Vivir afuera". Por su parte, Matías Serra Bradford, para Revista Ñ, consideró al libro "un primerísimo primer plano, en suma, de la construcción de un autor desde adentro", que es, también, "una historia argentina de los años 70 (y más atrás) para adelante".